# Манастир Свети Атанасије у селу Журче
Журчевски манастир је средњовековни манастир у области Железника у југозападном делу Северне Македоније. Манастир се налази у близини села Журче, отуда и име. До њега води асфалтни пут дужине 3 км од села.
Некада је у манастиру била развијена просветна и књижевна делатност, тако да је постојала библиотека у којој се стварала богослужбена литература, а библиотека је имала и улогу школе.

## Историја
Првобитна манастирска црква подигнута је 1121. или 1122. године. или 1122. године. Познато је да цркву никада нису запалиле османске власти. У данашњем облику подигнута је и осликана 1617. године, док је припрата на западу проширена и осликана 1622. године. У првим деценијама 19. века у оквиру манастира изграђени су конаци. Међутим, они су порушени 1895. године, а око 1900. године манастир је потпуно напуштен. Нови конаци су изграђени после Првог светског рата и данас су у добром стању.

## Објекти
Основни подаци о историји манастирске цркве посвећене Светом Атанасију налазе се у оба сачувана натписа. Први је исписан изнад улазних врата и из њега се сазнаје да је данашња црква подигнута 1617. године за време игумана и јеромонаха Јосифа, а као ктитор се помиње Петко Велов из Битоља. Натпис такође показује да је осликавање цркве почело у мају, а завршено у августу 1617. године. Други натпис је веома обиман и исписан је у отвореном трему око куполе. Познато је да је трем обновљен и живописан 1622. године, трудом игумана и еромонаха Венетића, као и православних хришћана.
Црква је једнобродна грађевина правоугаоне основе, са петоугаоном апсидом у задњем делу окренутом ка истоку. Објекат је полулучно засведен и једини улаз је фронтално окренут према западу. Испред улаза је отворени трем засвођен слепом куполом постављеном на четири дрвена стуба. Дрвени стубови су међусобно повезани полукружним луковима, а прелаз са квадратне на кружну основу куполе изведен је уз помоћ привесака. Овако проширен трем је јединствен у региону Демир Хисара, а чини храм реткост и шире.
Живопис има значајно место у развоју српског познијег црквеног сликарства Поред ликова и композиција типичних за многе цркве краја 16. и почетка 17. века (Богородице Оранте, која има на грудима срцаст медаљон са малим Христом, Лествица Јаковљевих, и разнобојних медаљона на цветном позадини и сл.), налазе се, на луцима који везују стубове, и ликови наших националних светаца: Прохора Пчињског, Јоакима Сарандапорског, Гаврила Лесновског, Јована Рилског, Симеона Немање и Светог Саве (ликови иду редом од северног дела западног лука око трема, само су на источном луку Лествице Јаковљеве).

## Конаци
Конаци су вероватно подигнути у првим деценијама 19. века. У то време у њима је радила библиотека коју су свештеници користили за писање, превођење и стварање богослужбених дела. Библиотека је коришћена и као школа, у којој су се школовали ђаци из села Журче и околних села. Из библиотеке је сачуван мањи број рукописа и књига, од којих су најстарија Апостолска читања објављена у Цариграду 1870. и Октобарски минарет објављен у Кијеву 1891. године.